# Alexandre-Pierre-François Boëly

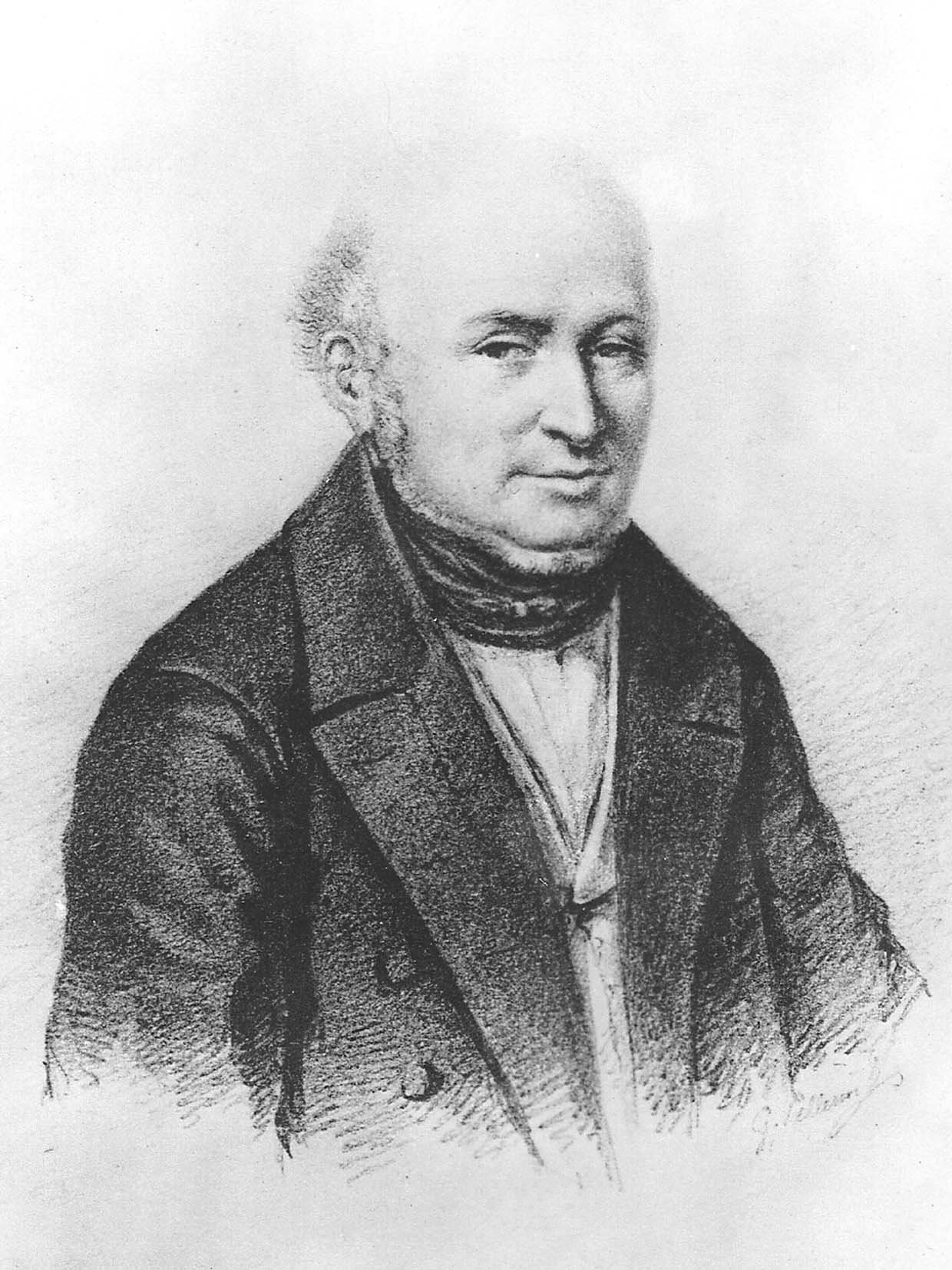
Alexandre-Pierre-François Boëly

Alexandre-Pierre-François Boëly (* 19. April 1785 in Paris; † 27. Dezember 1858 ebenda) war ein französischer Komponist, Organist und Pianist der Romantik.

## Leben
Alexandre Boëly erhielt ersten Unterricht von seinem Vater Jean-François Boëly, der als Sänger an der Sainte-Chapelle wirkte. Mit elf Jahren begann er, am Pariser Konservatorium Violine und Klavier zu erlernen; dieses Studium führte er allerdings nicht zu Ende. Er gab früh Musikunterricht. Erst 1834 erlangte er eine provisorische Organistenstelle an der Kirche Saint-Gervais Saint-Protais, die er bis 1838 innehatte. 1840 (laut MGG 1837) wurde er Organist an St-Germain-l’Auxerrois. Dieser Posten erlaubte es ihm, eine gewisse Bekanntheit als Virtuose und Interpret zu erlangen. Er veröffentlichte einige seiner handschriftlichen Werke, die er seit seiner Jugend aufbewahrt hatte. Von etwa 1845 bis 1850 unterrichtete er an der Chorschule von Notre-Dame de Paris. Um 1852 musste Boëly zugunsten eines seiner Schüler die Organistenstelle an St-Germain-l’Auxerrois aufgeben, da dem Pfarrer Boëlys Stil missfiel. In der Öffentlichkeit war Boëly kaum bekannt, er erlangte aber gegen Lebensende das Vertrauen einer Gruppe von Freunden, darunter Marie Bigot, Pierre Baillot, Friedrich Kalkbrenner und Johann Baptist Cramer.

## Werk
Boëly studierte unter anderem die Werke von J. S. Bach, Haydn, Mozart und Beethoven. Obwohl er lange der Romantik verpflichtet war, wandte sich Boëly in seinen späten Jahren dem älteren Stil der Wiener Klassik zu.
Sein Werk umfasst zwei Messen und zahlreiche Klavier-, Orgel- und Kammermusikwerke. In seinen Instrumentalwerken machte er häufig Gebrauch von Modulation und Chromatik.
Mehrere Musikwissenschaftler sprechen Boëlys Werken einen ausgereiften Stil und hohe Qualität zu, die den zu seiner Zeit weitverbreiteten Instrumentalwerken gefehlt habe.